# 西梅兹147

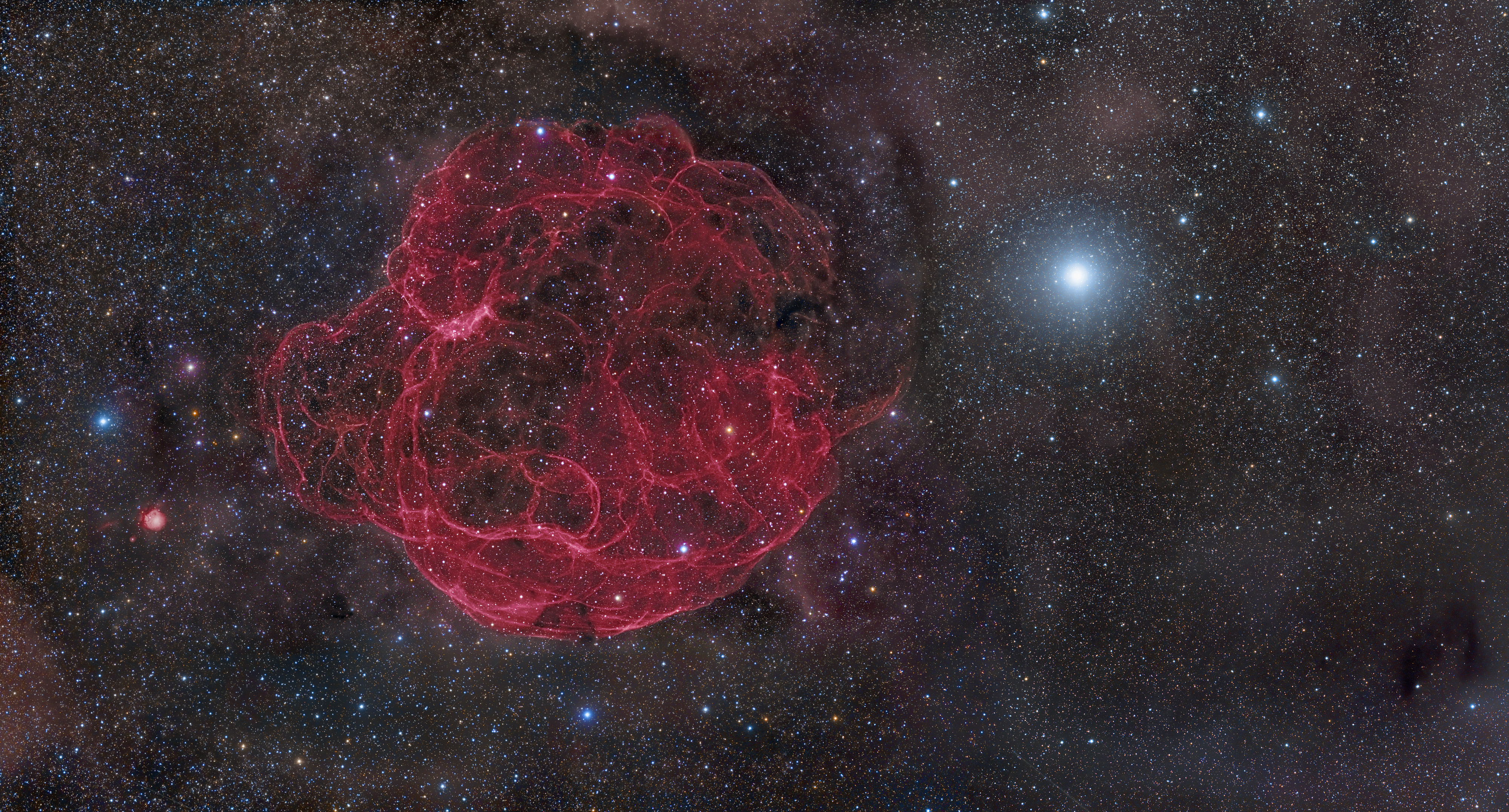
西梅茲147

西梅兹147（Simeis 147），又被称为Sh2-240、義大利麵星雲（Spaghetti Nebula），是一个跨越金牛座和御夫座的超新星遗迹。由于其极低的亮度而很难被观察到，1952年在克里米亚天文台使用一个25英寸的施密特-卡塞格林望远镜发现了它。
这个超新星遗迹非常大，视尺度大概为3度，距离地球大约为3000(±350)光年，大小为41.9秒差距（等于137(±25)光年）。据估计Simeis 147约有40,000年的历史。